# ライデン中央駅

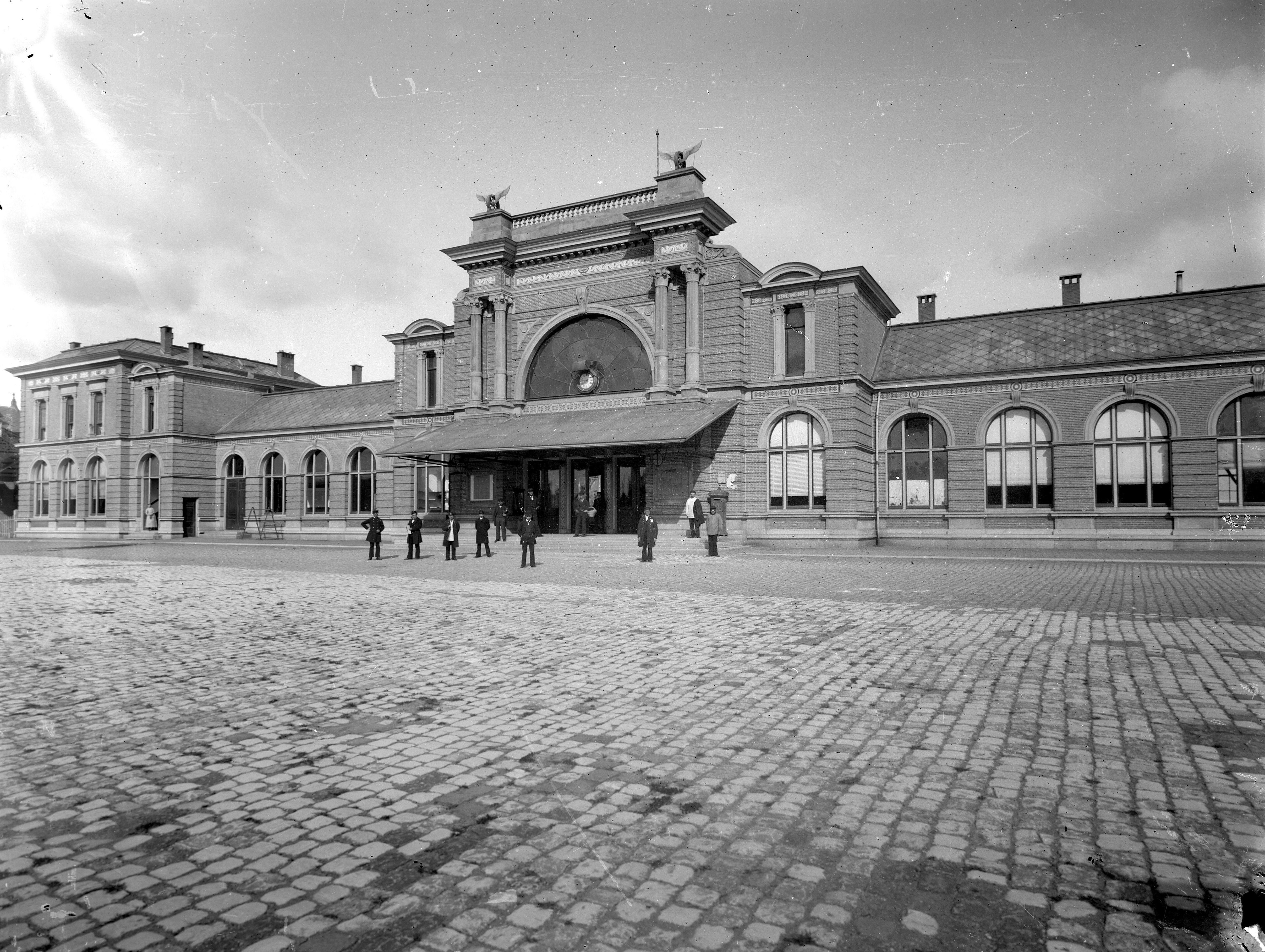
1900年頃の駅舎

ライデン中央駅（ライデンちゅうおうえき、蘭: Station Leiden Centraal）はオランダのライデンにあるオランダ鉄道（NS）の駅。1842年に、アムステルダムから南に向かって建設されてきた鉄道路線の延伸駅として設置された、ライデンの主要駅である。

## 主な路線
スキポール空港駅、アムステルダム中央駅方面
- 普通 Stoptrein（1時間に4本）

ハールレム方面
- Sneltrein（1時間に4本）、普通 Stoptrein（1時間に2本）

デン・ハーグHS駅、ロッテルダム中央駅方面
- Intercity（1時間に2本）、Sneltrein（1時間に2本）、普通 Stoptrein（1時間に2本）

デン・ハーグ中央駅行き
- Sneltrein and Stoptrein（1時間に6本）

ユトレヒト中央駅方面
- Intercity（1時間に2本）

## 駅構造
島式3面6線のホームを持つ高架駅。メタル・フレームとガラスを用いた近代的なデザインの駅舎やプラットホームの上屋根が特徴である。地上階のコンコースに切符売り場やコンビニ、ファストフード店などがある。なお、この駅にはOV-Chipkaartのための自動改札機がコンコース中央部などに設置されているが、同ICカードを持たない乗客でも自動改札機を通らない経路で駅構内に入ることが出来る。
現在の駅舎は1842年の開業時のものではなく、1996年に改築された4代目の建物である。

### 駅施設
- 窓口 NS-service- en verkooppunt, ConneXXion Kaartverkoop en Informatie
- 自動券売機 Kaartautomaten
- エレベータ・エスカレータ
- 売店（AKO、Etos, Kiosk等）、コンビニ（Albert Heijn To Go）
- ファストフード（バーガーキング, Smuller's 等）
- コインロッカー

## 駅周辺
- バスターミナル（旧市街側の駅前広場）
- スーパーマーケット（旧市街側の出口を出て、駅前広場を挟んだところにある）

## 隣の駅
スキポール駅、アムステルダム方面
- Nieuw Vennep

ハールレム方面
- Voorhout

ユトレヒト方面
- Leiden Lammenschans

ロッテルダム方面
- De Vink